# Toxocarosi
La toxocarosi és una malaltia humana parasitària classificada com a helmintosi (CIM-10). És produïda per una infestació de larves de nematodes del gènere Toxocara i atesa la seva transmissió infecciosa d'animals a humans se la considera una zoonosi. Quan la toxocarosi afecta infants o òrgans clau rep el nom de larva migrant visceral.

La transmissió de la toxocarosi té lloc a través de la ingestió d'ous dels nematodes del gat (Toxocara cati) o del gos i la guineu (Toxocara canis). Nogensmenys, ha de produir-se en unes condicions d'humitat molt elevades i fora de l'hoste per tal que els ous siguin infectius en humans. Aquest fet provoca que la malaltia pugui ser escampada a través de mosques, de la manipulació d'aliments, del contacte amb superfícies contaminades i fins i tot per la ingestió de carns poc cuites.

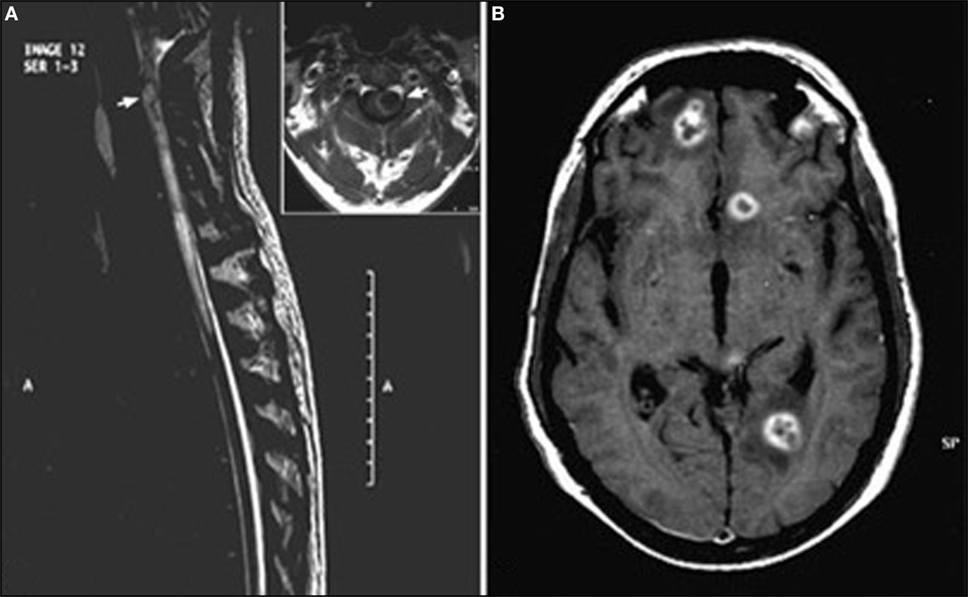
Encefalomielitis provocada per neurotoxocariosi al cervell humà.